# Доля ангелов
«Доля ангелов» (англ. The Angels' Share) — британский комедийно-драматический фильм режиссёра Кена Лоуча, вышедший на экраны 1 июня 2012 года.

## Сюжет
Молодой парень Робби, в очередной раз арестованный за хулиганство, чудом избегает тюремного срока: его приговаривают лишь к общественным работам в Глазго. Его подруга Леони вскоре должна родить ему сына, и он изо всех сил стремится исправиться и встать на ноги. Однажды Гарри, под присмотром которого Робби и другие мелкие преступники отрабатывают свой приговор, отвозит своих подопечных на экскурсию по эдинбургской вискикурне. Робби проявляет огромный интерес к производству виски, к особенностям аромата и вкуса этого напитка. Вскоре это увлечение предоставляет ему шанс начать новую жизнь.

## В ролях
- Пол Бранниган — Робби
- Джон Хеншоу — Гарри
- Шован Рейли — Леони
- Гэри Мейтланд — Альберт
- Уильям Руэйн — Рино
- Джасмин Риггинс — Мо
- Роджер Аллам — Таддеус

## Награды и номинации
- 2012 — приз жюри Каннского кинофестиваля (Кен Лоуч).
- 2012 — приз зрительских симпатий кинофестиваля в Сан-Себастьяне за лучший европейский фильм (Кен Лоуч).
- 2012 — номинация на премию Европейской киноакадемии за лучшую музыку (Джордж Фентон).
- 2012 — номинация на премию британского независимого кино за лучший актёрский дебют (Пол Бранниган).
- 2013 — номинация на премию «Сезар» за лучший зарубежный фильм (Кен Лоуч).
- 2013 — номинация на премию «Магритт» за лучший иностранный фильм совместного производства[4].

## Критика
Фильм получил признание кинокритиков. На сайте Rotten Tomatoes фильм имеет рейтинг 89 % на основе 103 рецензий со средним баллом 7,2 из 10. На сайте Metacritic фильм имеет оценку 66 из 100 на основе 26 рецензий критиков, что соответствует статусу «в целом положительные отзывы».